# Wincenty Wierzbięta
Wincenty Wierzbięta (ur. prawdopodobnie ok. 1420, zm. 13 maja 1494) – polski dominikanin, inkwizytor i biskup sufragan poznański.
Pochodził z Poznania, z rodziny patrycjuszowskiej i prawdopodobnie w młodym wieku wstąpił do zakonu dominikanów w konwencie poznańskim. Później jednak władze zakonne przeniosły go do konwentu krakowskiego, gdzie w 1447 został lektorem, a trzy lata później kursorem. W 1451 skierowany został na studia do Florencji przez generała zakonu Guido Flamocheta. Ostatecznie uzyskał tytuł bakałarza teologii. Był jednym z definitorów kapituły prowincjonalnej polskich dominikanów w Sandomierzu w 1455. W 1458 sprawował funkcję przeora dominikańskiego konwentu w Krakowie. W 1459 towarzyszył prowincjałowi Jakubowi z Bydgoszczy na obradach kapituły generalnej zakonu w Nijmegen.
W 1461 prowincjał Jakub z Bydgoszczy mianował go inkwizytorem diecezji poznańskiej, co zatwierdziła kapituła prowincjonalna obradująca w tym samym roku w Łęczycy. W latach 1461 i 1464–1468 sprawował także funkcję przeora konwentu poznańskiego. W czerwcu 1469 biskup poznański Andrzej Bniński rekomendował go Stolicy Apostolskiej na swojego biskupa pomocniczego (sufragana). Papież Paweł II przychylił się do tego wniosku i 13 października 1469 prekonizował Wincentego biskupem enneńskim, tj. diecezji tytularnej Enos w Tracji. Jednocześnie przyznał mu pensję o wartości około 200 florenów rocznie, na którą składały się dochody z dwóch wsi należących do biskupów poznańskich (Kiełczewo i Pogrzybów). O działalności Wincentego jako biskupa pomocniczego nic bliżej nie wiadomo. W 1489 był gościem dominikańskiej kapituły prowincjonalnej w Warce. Funkcję sufragana poznańskiego sprawował aż do śmierci w 1494. Nie wiadomo, czy jako biskup pomocniczy zachował urząd inkwizytorski, ale jest to prawdopodobne, gdyż następny znany inkwizytor dla diecezji poznańskiej został mianowany dopiero w 1505.